# 塞尔河畔韦尔讷伊
塞尔河畔韦尔讷伊（法語：Verneuil-sur-Serre，法語發音：[vɛʁnœj syʁ sɛʁ]）是法国上法蘭西大區埃纳省的一个市镇，属于拉昂区。

## 地理
塞尔河畔韦尔讷伊（49°39'3"N, 3°40'25"E）面积7.86 平方千米，位于法国上法蘭西大區埃纳省，该省份为法国北部内陆省份，北起北部省，西接索姆省和瓦兹省，东临阿登省和马恩省，西南至塞纳-马恩省，东北部与比利时接壤。
与塞尔河畔韦尔讷伊接壤的市镇（或旧市镇、城区）包括：巴朗通比尼、巴朗通塞勒、塞尔河畔巴朗通、格朗吕普费。

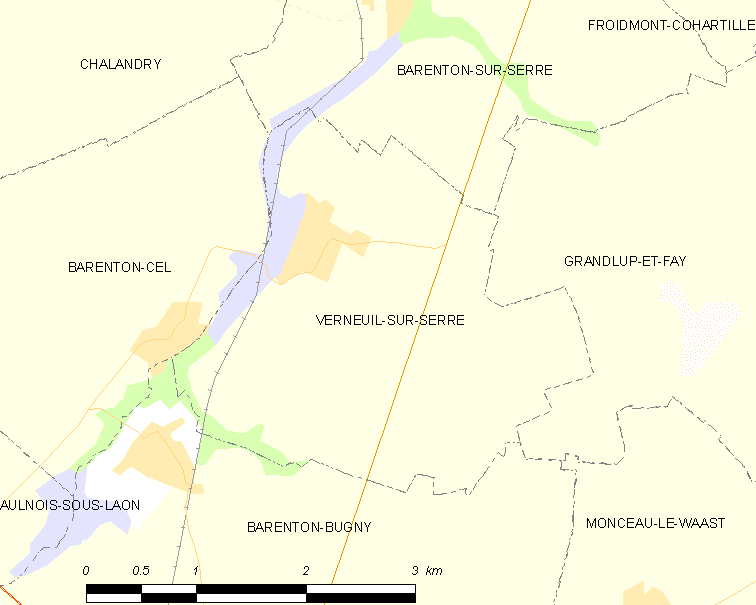
塞尔河畔韦尔讷伊的OSM定位图

塞尔河畔韦尔讷伊的时区为UTC+01:00、UTC+02:00（夏令时）。

## 行政
塞尔河畔韦尔讷伊的邮政编码为02000，INSEE市镇编码为02787。

## 政治
塞尔河畔韦尔讷伊所属的省级选区为马尔勒县。

## 人口

1962-2008年间塞尔河畔韦尔讷伊人口变化图示

塞尔河畔韦尔讷伊于2022年1月1日时的人口数量为255人。